# スパイラル:ソウ オールリセット
『スパイラル：ソウ オールリセット』（原題: Spiral: From the Book of Saw）は、2021年のアメリカ合衆国のホラー映画。『ソウ』シリーズ9作目。前作『ジグソウ:ソウ・レガシー』に引き続きジョシュ・ストルバーグとピーター・ゴールドフィンガーが脚本を担当し、2作目から4作目までを監督したダーレン・リン・バウズマンが再び監督としてシリーズに復帰した。
COVID-19の大流行により、当初の2020年5月15日の公開日から延期された結果、2021年5月14日、ライオンズゲートによって米国で公開された。

## ストーリー
ベテランの警官マーカスが尊敬を集める一方で、目立たぬも勇敢な刑事エゼキエル・"ジーク"・バンクスと彼の新人パートナーであるウィリアム・シェンクが、街の陰惨な過去を不気味に思い出させる恐ろしい猟奇殺人事件の調査を担当することになる。知らず知らずのうちに深まる謎に閉じ込められたジークは、やがて自らが殺人鬼の仕掛けた病的なゲームの中心にいることに気づき始める。

## キャスト
※括弧内は日本語吹替声優
- エゼキエル・"ジーク"・バンクス刑事 - クリス・ロック（高木渉）
- ウィリアム・シェンク刑事 - マックス・ミンゲラ[8]（梅原裕一郎）
- マーカス・バンクス - サミュエル・L・ジャクソン（手塚秀彰）
- アンジー・ガーサ署長 - マリソル・ニコルズ（長尾歩）
- マーブ・ボズウィック刑事：ダニエル・ペトロニエヴィッチ（小礒岳人）
- フィッチ刑事 - リチャード・ゼッピエリ（裕樹）
- ピーター・"ピート"・ダンレヴィ元巡査 - パトリック・マクマナス（早川毅）
- ジェニー・ルイス巡査 - アリ・ジョンソン
- カーラ・ボスウィック - ゾーイー・パーマー[9][10]（近内仁子）
- モーゲイ・シルヴァ巡査部長 - ディラン・ロバーツ
- ドゥルーリー刑事 - K.C.コリンズ（坂田明寛）
- デボラ・クラウス刑事 - エディ・インクセッター（桜岡あつこ）
- チャダ検視官 - ナズニーン・コントラクター
- ティム・オブライエン刑事 - トーマス・ミッチェル（菊池通武）
- ベニー・ライツ - チャド・カミッリ
- チャーリー・エマソン - フランク・リカリ
- スピーズ - クリストファー・ラムゼイ（武井和歩）
- リサ - ゲネル・ウィリアムズ（神巳藍名）

## 製作

### 企画
クリス・ロックによれば、『スパイラル：ソウ オールリセット』の起源は、ライオンズゲートのトップと友人の結婚式で偶然出会ったことであり、その映画にはいくつかのコメディ要素が含まれるとはいえ、ホラージャンルで何かをすることは自らのキャリアにおいて新しい道だと感じた、とのことであった。クリス・ロックは、『ソウ』シリーズを拡張する自らのアイデアをライオンズゲートに売り込み、ライオンズゲートはそのコンセプトに非常に興味を持ち始めた。ライオンズゲートのCEOであるジョー・ドレイクは、彼のアイデアに対して「このクラシックなホラーシリーズに対するウィットや、クリエイティブなビジョン、情熱でもってブランドを活性化させる一方で、素材の持つ遺産に完全に敬意を表している」と語っている。2018年1月までに流れていた業界の噂では、ライオンズゲートは、『ソウ』シリーズの9作目に関する議論を開始したが、前作『ジグソウ:ソウ・レガシー』の監督であったスピエリッグ兄弟の再登板はないだろうとのことだった。2018年4月までに、前作の脚本家であるジョシュ・ストルバーグとピーター・ゴールドフィンガーによる続編を製作していると発表している。 
2019年5月16日、映画は正式に製作されることとなった 。元シリーズディレクターのダーレン・リン・バウズマンが、プロデューサーであるマーク・バーグとオーレン・クールズと共にシリーズに戻った。クリス・ロックは、自らのアイデアのストーリー化に加えて、エグゼクティブプロデューサーとして本作に関与することとなった。エグゼクティブプロデューサーとして加わったのはクリス・ロックだけではなく、シリーズ創始者であるジェームズ・ワンとリー・ワネル、そしてダニエル・ジェイソン・ヘフナーも参加することとなった。製作発表時、クリス・ロックは「2004年の最初の映画以来、『ソウ』シリーズのファンです。本作を本当に激しく捻じれた新しい世界へと連れて行く機会に興奮しています」と述べた。マーク・バーグとオーレン・クールズは、クリス・ロックによる『ソウ』に対するアイデアは、エディ・マーフィが『48時間』でバディ・コップ映画に対して行ったものに匹敵し、『ソウ』シリーズに「全く新しい視点」を与える、と述べた  。後に、ジョシュ・ストルバーグは、本作が前作『ジグソウ:ソウ・レガシー』と同様に正統なシリーズの延長上に存在することを認めた。このことは本作がシリーズのリブートおよび再起動でも、前作の直接の続編でもないことを示している。 

### 撮影
2019年7月8日、トロントで『The Organ Donor』のタイトルで撮影が始まった。ロック、サミュエル・L・ジャクソン、マックス・ミンゲラ、マリソル・ニコルズが映画に出演することが発表された。ライオンズゲートのCEOであるジョー・ドレイクは、「私たちは、マックス・ミンゲラやマリソル・ニコルズと共に、サミュエル・L・ジャクソンやクリス・ロックがこの映画を正統な『ソウ』シリーズにおいて完璧に特別なものにすると思いますし、この奇抜で邪悪な新しい物語をシリーズのファンの皆さまにお見せするのが待ちきれません。これは、全力で次のレベルへと進んだ『ソウ』となります」と述べた。2019年8月28日、撮影は正式に終了した。2020年2月、アメリカ映画協会は「恐ろしい流血を伴う暴力と拷問、全編を通じた（それらを連想させる）言語、性的な言及、短い薬物使用といったシーンの連続」のため、この映画にR指定を付けた。 

## マーケティング
この映画は、当初、ワーキングタイトル『The Organ Donor』とされていたが、正式名は、2020年1月22日に、カナダでの配給会社がMongrel Mediaとなることとともに報道機関に流出した。2020年2月5日にリリースされた最初のティーザーポスターと予告編により、『Spiral: From the Book of Saw』が映画のタイトルである確認された。 

## 公開
『スパイラル:ソウ オールリセット』は、2021年5月21日、ライオンズゲートによって米国で公開される予定である。本作は当初2020年10月23日に公開される予定だったが、2020年5月15日へと繰り上がった。しかし、COVID-19パンデミックの結果、現在の公開予定日まで延期された。